# شهرستان مکلنبرگ (کارولینای شمالی)
شهرستان مکلنبرگ، کارولینای شمالی (به انگلیسی: Mecklenburg County, North Carolina) یک سکونتگاه مسکونی در ایالات متحده آمریکا است که در کارولینای شمالی واقع شده‌است.

## خصوصیات
شهرستان مکلنبرگ ۱٬۴۱۴٫۱۴ کیلومترمربع مساحت دارد.